# Elizabeth Pease Nichol
Elizabeth Pease Nichol (5 de enero de 1807 - 3 de febrero de 1897) fue una abolicionista británica del siglo XIX, antisegregacionista,  sufragista, cartista, y antiviviseccionista. Participó activamente en la Sociedad de la Paz, el Movimiento por la Templanza y fundó la Sociedad de Damas Antiesclavistas de Darlington. En 1853 se casó con John Pringle Nichol (1804-1859), Profesor Regio de Astronomía de la Universidad de Glasgow. Fue una de las seis mujeres que participaron en la pintura de la Convención Mundial contra la Esclavitud de 1840.

## Biografía

### Infancia
Elizabeth Pease nació en Darlington, Inglaterra, de Joseph Pease y su esposa Elizabeth Beaumont, quienes eran miembros de la Sociedad Religiosa de los Amigos (cuáqueros). Su padre fue uno de los fundadores de la Sociedad de la Paz.
Los cuáqueros tenían una fuerte opinión sobre el valor de la educación de las niñas y los niños. Elizabeth asistió a una escuela con su hermano y sus primos varones, una de las dos únicas niñas de la escuela. Cuando cerró la escuela, su educación continuó en casa, donde se vio interrumpida por la mala salud de su madre: Elizabeth cuidó de su madre desde una edad temprana.

### Vida pública
En 1837, Pease dirigía la Sociedad Antiesclavista de Damas de Darlington. Charles Stuard, un abolicionista y conferencista antiesclavista, la animó a enviar una delegada o asistir a una sociedad nacional que estaba siendo formada por Joseph Sturge. Pease se resistió a una mayor participación pública, ya que no buscaba el protagonismo, sino que quería trabajar localmente por las causas que consideraba importantes.
En 1838 Pease publicó un importante panfleto con Jane Smeal titulado Address to the Women of Great Britain. Este documento era un llamado a la acción para las mujeres británicas, pidiéndoles que hablaran en público y formaran sus propias organizaciones antiesclavitud.

### Convención de 1840
En 1840, Pease viajó a Londres para asistir a la Convención Mundial contra la Esclavitud a partir del 12 de junio, al igual que su amiga, Eliza Wigham, que era secretaria de la Sociedad de Damas Antiesclavistas de Edimburgo. Antes de que empezara, conoció a las activistas estadounidenses Lucretia Mott y Elizabeth Cady Stanton.
Antes de que se inaugurara la convención, Sturge, el organizador británico, dijo a las seis delegadas que no se les permitiría participar. Los principales miembros ingleses antiesclavistas le habían reprendido por pensar que esta «loca innovación, esta ilusión de intrusión femenina» debía ser permitida. En ese momento, las mujeres asistentes debían sentarse en áreas segregadas fuera de la vista de los delegados masculinos. El asunto se volvió polémico porque algunos de los delegados masculinos de los Estados Unidos apoyaban la participación de las mujeres. Entre ellos se encontraban George Bradburn, Wendell Phillips, James Mott, William Adam, Isaac Winslow, J. P. Miller y Henry B. Stanton. William Lloyd Garrison, que no llegó hasta el 17 de junio, se negó a ocupar su puesto hasta que las mujeres tuvieran igualdad de asientos, Henry Grew, un bautista estadounidense, se pronunció a favor del derecho de los hombres a excluir a las mujeres, a pesar de que su hija era una de las afectadas. El resultado fue que las mujeres americanas tuvieron que unirse a las británicas observadoras, como Lady Byron, Anne Knight y Pease, en una zona segregada.

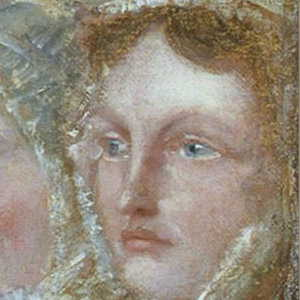
Detalle de la imagen de Pease en la pintura.

Se muestra a Pease en una pintura conmemorativa del evento internacional. Atrajo a delegados de los Estados Unidos, Francia, Haití, Australia, Irlanda, Jamaica y Barbados, así como de Gran Bretaña. Con la excepción de Mary Clarkson, las mujeres están representadas en el extremo derecho, sin ninguna en primer plano.
Pease asistió con Anne Knight y varios otros amigos, pero únicamente  Knight y Pease de su círculo estaban entre las mujeres notables elegidas para la pintura. Otras mujeres fueron Amelia Opie, la Baronesa Byron, Mary Anne Rawson, Mary Clarkson y, en la parte de atrás, Lucretia Mott.

### Matrimonio y familia

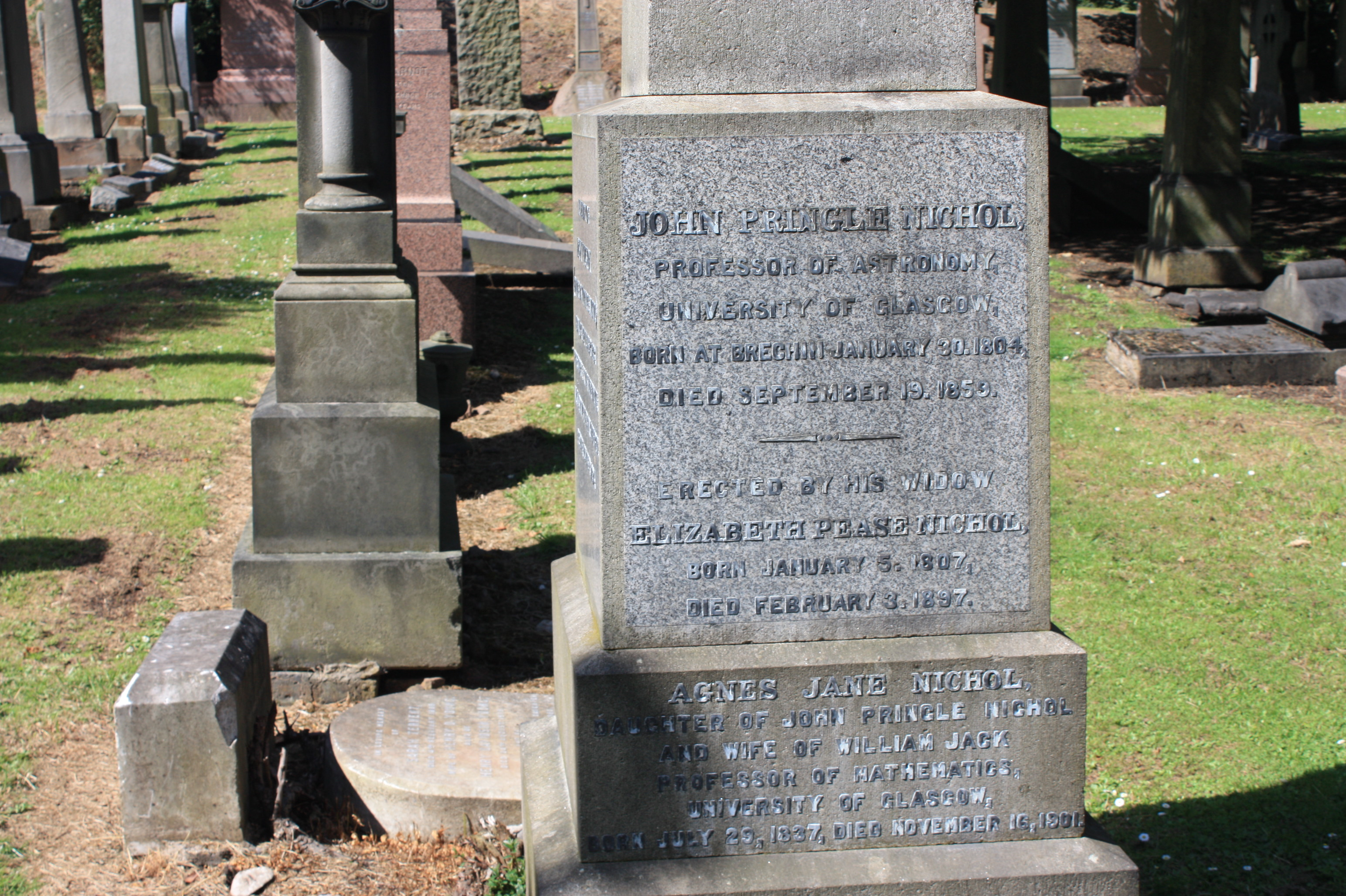
Tumba de Elizabeth Pease Nichol, Cementerio Grange, Edimburgo.

En 1853 Elizabeth se casó con John Pringle Nichol (1804-1859), Profesor Regio de Astronomía de la Universidad de Glasgow y se mudó a Glasgow para vivir con él. Su familia se opuso al matrimonio, ya que Nichol era presbiteriano. Bajo las reglas endogámicas de los cuáqueros, Pease tuvo que dejar la Sociedad de Amigos. A su muerte, ella se mudó a Edimburgo viviendo en Huntly Lodge en el distrito de Merchiston. Está enterrada con su marido en el cementerio Grange de Edimburgo.

### Reconocimiento
Pease se encontraba entre las cuatro mujeres asociadas de Edimburgo que fueron objeto de una campaña de historiadores locales en 2015. El grupo tenía como objetivo obtener el reconocimiento de Elizabeth Pease Nichol, Priscilla Bright McLaren, Eliza Wigham y Jane Smeal, las «heroínas olvidadas» de la ciudad.